# Andreas Blaschczok
Andreas Blaschczok (* 28. Oktober 1952 in Hamburg; † 11. August 2000 in Moniga del Garda, Italien) war ein deutscher Jurist und Professor an der Universität Leipzig.

## Leben
Nach dem Abitur 1970 absolvierte Blaschczok zunächst eine Banklehre. Anschließend studierte er einige Semester Mathematik, um anschließend in Hamburg ein Studium der Rechtswissenschaft aufzunehmen. Nach dem ersten und zweiten juristischen Staatsexamen wurde Blaschczok 1983 mit einer seehandelsrechtlichen Arbeit über Funktionale Substitution im Haftungsrecht zum Dr. iur. promoviert. Anschließend wurde er wissenschaftlicher Assistent bei Jan Wilhelm an der Universität Passau. Dort habilitierte er sich mit einer Untersuchung zu Gefährdungshaftung und Risikozuweisung.
Nach Lehrstuhlvertretungen an der Universität Bielefeld und der Universität Hamburg nahm Blaschczok 1992 einen Ruf an die Universität Leipzig an. Im April 1993 war er ein Gründungsprofessor der wiedererrichteten Leipziger Juristenfakultät. Als Inhaber des Lehrstuhls für Bürgerliches Recht, Handels-, Gesellschafts- und Wirtschaftsrecht widmete er sich vor allem der ökonomischen Analyse des Rechts, dem Transport- und Frachtrecht sowie dem Versicherungsrecht.
1997 wurde Blaschczok zum Prorektor für Universitätsentwicklung gewählt.
Blaschczok starb am 11. August 2000 während einer Urlaubsreise in Italien an einem Herzinfarkt.

## Schriften (Auswahl)
- Funktionale Substitution im Haftungsrecht. Die Haftung des Schiffsagenten als Beispiel. Verlag Von Decker R., Heidelberg 1983,  ISBN 3-7685-5283-7 (Dissertation).
- Gefährdungshaftung und Risikozuweisung. Verlag Carl Heymanns, Köln 1993, ISBN 9783452224729.
- Michael Martinek (Hrsg.), Andreas Blaschczok (Bearbeiter) und Karsten Schmidt (Bearbeitung): Kommentar zum Bürgerlichen Gesetzbuch mit Einführungsgesetz und Nebengesetzen, Paragraphen 244-248 (J. von Staudingers Kommentar zum Bürgerlichen ... Nebengesetzen. Recht der Schuldverhältnisse) (13. bearb. Ausgabe). Sellier-de Gruyter, Berlin 1997, ISBN 978-3805908863.